# Szakállas fogasfürj
A szakállas fogasfürj (Dendrortyx barbatus) a madarak osztályának tyúkalakúak (Galliformes) rendjébe és a fogasfürjfélék (Odontophoridae) családjába tartozó faj.

## Rendszerezése
A fajt John Gould angol ornitológus írta le 1846-ban.

## Előfordulása
Mexikó területén honos. A természetes élőhelye szubtrópusi és trópusi hegyi esőerdők, valamint szántóföldek, ültetvények és vidéki kertek.

## Megjelenése
Testhossza 33–35,5 centiméter, testtömege 350–465 gramm.

## Életmódja
Gyümölcsökkel és magvakkal táplálkozik.

## Külső hivatkozások
- Képek az interneten a fajról
- Internet Bird Collection - videók a fajról
- Xeno-canto.org - a faj hangja